# Euclimacia rufa
Euclimacia rufa là một loài côn trùng trong họ Mantispidae thuộc bộ Neuroptera. Loài này được Esben-Petersen miêu tả năm 1928.